# Landesstraße 33
Die L 33 ist eine Landesstraße L in Niederösterreich. Sie führt auf einer Länge von 16 Kilometern von der Donau Straße bei Bisamberg über Stetten nach Großrußbach zur L 28.
Die Straßenführung der L33 ist weitgehend parallel zur Laaer Straße und stellt so auch eine wichtige Verbindung des Weinviertels nach Wien dar. Die Straße trägt deshalb auch in vielen Orten die Bezeichnung Wiener Straße.

## Sehenswürdigkeiten
Direkt an der L 33 liegen das Schloss Seebarn und das Schloss Bisamberg.

## Verkehrsaufkommen
Das Verkehrsaufkommen wird mittels manueller Zählung in Flandorf und Mollmannsdorf eruiert. 2020 fuhren in Flandorf an einem durchschnittlichen Werktag 2910 Fahrzeuge pro Tag. Davon durchschnittlich 123 LKW pro Tag. In Mollmannsdorf fuhren durchschnittlich 2649 Fahrzeuge pro Werktag und davon durchschnittlich 233 LKW pro Tag.

## Ausbau (Chronologie, Auswahl)
Die in den Jahren 2007 bis 2008 gebaute Wiener Außenring Schnellstraße wird im Bereich Stetten in Tunnellage unter der L33 geführt. Nach der Verkehrsfreigabe der S1 im Jänner 2010 wurde ab der Abzweigung Harmannsdorf Richtung Seebarn ein LKW-Fahrverbot eingerichtet.
Im Zuge des Baus der Umfahrung Harmannsdorf und Tresdorf wird die Trassierung der Landesstraße im Kreuzungsbereich mit der L1111 verschwenkt. Der Straßenverlauf mündet dann direkt und kreuzungsfrei in die L1111 und in weiter Folge in den Kreisverkehr der Laaer Straße. Dadurch soll der Verkehr auf die Laaer Straße geführt werden und so die L33 und damit die Ortschaften Seebarn und Stetten vom Verkehr entlastet werden. Im August 2022 begannen die ersten Bauarbeiten für Verschwenkung der Landesstraße Richtung Umfahrung. Die neugestaltete Straßenkreuzung wird im November 2024 fertig gestellt.